# ミチャエル・エストラーダ
- ミカエル・エストラーダ

ミチャエル・ステベン・エストラーダ・マルティネス（Michael Steveen Estrada Martínez, 1996年4月7日 - ）は、エクアドル・グアヤス県グアヤキル出身のサッカー選手。LDUキト所属。エクアドル代表。ポジションはFW。

## 経歴

### クラブ
2013年にプリメーラ・カテゴリア・セリエAのCSDマカラのトップチームに昇格。3月10日のバルセロナSC戦でプロデビュー。以降国内リーグを渡り歩き、ゴールを量産。
2020年1月1日、リーガMXのデポルティーボ・トルーカFCに移籍。29日のCFアトラス戦で、移籍後初ゴールを決めた。

### 代表
2017年にエクアドル代表に初招集。2月17日のホンジュラス戦で代表デビュー。2019年9月11日のボリビア戦で代表初ゴールを記録。2020年10月13日の2022 FIFAワールドカップ・南米予選のウルグアイ戦では2ゴールを決め、4-2の勝利に導いた。

## 代表歴

### 出場大会
- エクアドル代表
  - 2022 FIFAワールドカップ

### 試合数
- 国際Aマッチ 41試合 8得点（2017年-）[5]

| エクアドル代表 | 国際Aマッチ | 国際Aマッチ |
| 年             | 出場        | 得点        |
| -------------- | ----------- | ----------- |
| 2017           | 3           | 0           |
| 2018           | 0           | 0           |
| 2019           | 5           | 1           |
| 2020           | 4           | 3           |
| 2021           | 15          | 3           |
| 2022           | 12          | 1           |
| 2023           | 2           | 0           |
| 通算           | 41          | 8           |